# Hitomi Yoshizawa
Pour les articles homonymes, voir Hitomi (prénom) et Yoshizawa.
Hitomi Yoshizawa (吉澤 ひとみ, Yoshizawa Hitomi, née le 12 avril 1985 à Saitama, au Japon) est une idole japonaise, chanteuse, actrice, d'abord au sein du Hello! Project avec les groupes Morning Musume, Petit Moni, Ongaku Gatas, puis avec Hangry & Angry, Dream Morning Musume, ABCHO...

## Biographie
Hitomi Yoshizawa débute en 2000 dans le populaire groupe de J-pop Morning Musume, sélectionnée avec la "quatrième génération": Rika Ishikawa, Nozomi Tsuji, et Ai Kago. Elle participe aussi au sous-groupe Petit Moni de 2000 à 2003, et aux "groupes temporaires" 10-nin Matsuri en 2001, Sexy 8 en 2002, 11Water en 2003, Morning Musume Sakuragumi en 2003 et 2004, et H.P. All Stars en 2004. Elle fait également partie de l'équipe de futsal du H!P Gatas Brilhantes H.P. en tant que capitaine de 2003 à 2015.
Elle quitte Morning Musume le 6 mai 2007 pour mener le nouveau groupe Ongaku Gatas.
En octobre 2008 est créé le duo Jpop Hangry & Angry, composé de Yoshizawa et Rika Ishikawa, incarnant anonymement respectivement Hangry et Angry, les deux mascottes de la boutique de vêtements homonyme située à Harajuku.
Le départ de Yoshizawa du H!P a lieu le 31 mars 2009, avec les autres anciennes du Elder Club, et elle continue depuis sa carrière au sein de la maison mère, Up-Front et du M-line club. Avec Hangry & Angry, elle se produit en concert hors du Japon en 2009, aux États-Unis lors de la convention Sakura-Con et en France lors de la convention Chibi Japan Expo.
Après la dissolution de Ongaku Gatas en 2010, Hitomi Yoshizawa forme en 2011 et 2012 le groupe Dream Morning Musume avec ses anciennes collègues de Morning Musume. En mars 2012, elle retrouve sa partenaire de Hangry & Angry pour former le nouveau duo ABCHO, le temps d'un single qui sert de générique d'ouverture à la série anime Sengoku Collection. 
Mi 2018, elle participe à une tournée du H!P célébrant le vingtième anniversaire de la création de Morning Musume. Mais un mois plus tard, elle est impliquée dans un accident de la circulation qui la pousse à démissionner de son agence et à annoncer l'arrêt de ses activités artistiques le 28 septembre.

## Vie privée
Le 11 janvier 2007, Kota, un des deux petits frères de Yoshizawa, se fait renverser par une voiture et décède peu après à l’hôpital à l'âge de 16 ans.
Le 5 septembre 2015, Yoshizawa annonce officiellement ses fiançailles. En mars 2016, Yoshizawa annonce être enceinte de son premier enfant et se marie par la suite. Le 12 août suivant, Yoshizawa annonce sur son blog officiel avoir donné naissance à un petit garçon en bonne santé le 29 juillet.
Le 6 septembre 2018, Yoshizawa est arrêtée par la police pour un délit de fuite au volant de sa voiture. Conduisant sous l'influence de l'alcool, Yoshizawa avait renversé une cycliste et un piéton après avoir grillé un feu rouge à un passage piétons dans Tokyo, filmée par une caméra. Elle contacta cependant la police 15 minutes plus tard pour signaler ce qu'il venait de se passer. Mise en détention, elle est finalement relâchée le 27 septembre après le paiement d'une caution de trois millions de yens. Le lendemain, elle annonce en conséquence sa  démission de son agence et l'arrêt de sa carrière artistique. Fin novembre, elle est condamnée à deux ans de prison avec sursis, avec une période probatoire de cinq ans.

## Groupes

### Au sein du Hello! Project
- Morning Musume (2000-2007)
- Petitmoni (2000-2003)
- 10nin Matsuri (2001)
- Sexy 8 (2002)
- Morning Musume Sakura Gumi (2003-2004)
- 11WATER (2003)
- H.P. All Stars (2004)
- Hello! Project Akagumi (2005)
- Wonderful Hearts (2006-2007)
- Ongaku Gatas (2007-2010)
- Elder Club (2008-2009)

### Autres
- Hangry & Angry (2008-2010)
- Hangry & Angry -f (2011)
- Ganbarō Nippon Ai wa Katsu Singers (2011)
- Dream Morning Musume (2011-2012)
- ABCHO (2012)

## Discographie en groupes

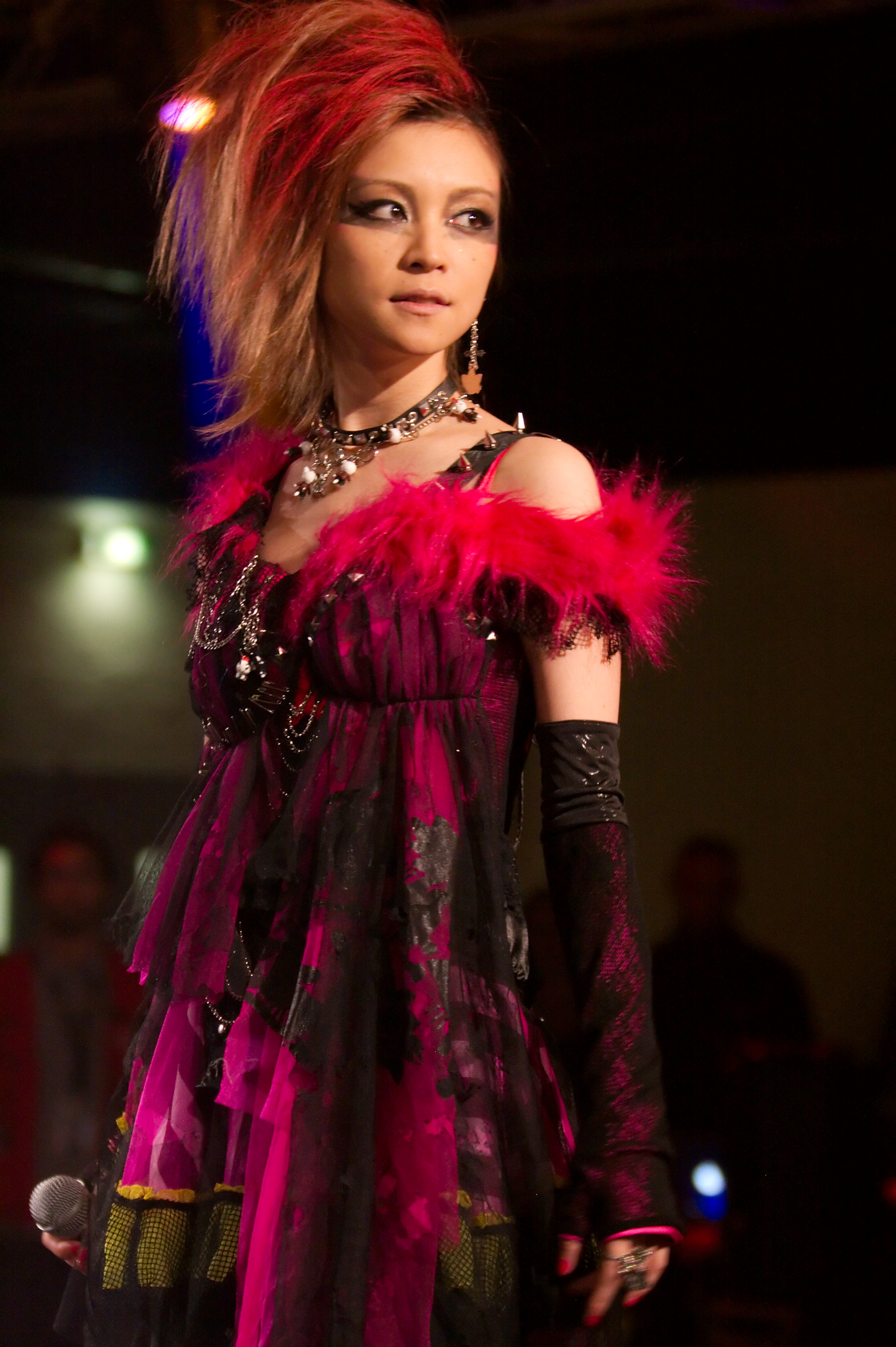
Yoshizawa en tant que "Hangry" à la Chibi Japan Expo 2009

### Avec Morning Musume
Singles
- 17 mai 2000 : Happy Summer Wedding
- 6 septembre 2000 : I Wish
- 13 décembre 2000 : Renai Revolution 21
- 25 juillet 2001 : The Peace!
- 31 octobre 2001 : Mr. Moonlight ~Ai no Big Band~
- 20 février 2002 : Sōda! We're Alive
- 24 juillet 2002 : Do it! Now
- 30 octobre 2002 : Koko ni Iruzee!
- 19 février 2003: Morning Musume no Hyokkori Hyōtanjima
- 23 avril 2003 : As For One Day
- 30 juillet 2003 : Shabondama
- 6 novembre 2003 : Go Girl ~Koi no Victory~
- 21 janvier 2004 : Ai Araba It's All Right
- 12 mai 2004 : Roman ~My Dear Boy~
- 22 juillet 2004 : Joshi Kashimashi Monogatari
- 3 novembre 2004 : Namida ga Tomaranai Hōkago
- 19 janvier 2005 : The Manpower!
- 27 avril 2005 : Osaka Koi no Uta
- 27 juillet 2005 : Iroppoi Jirettai
- 9 novembre 2005: Chokkan 2 ~Nogashita Sakana wa Ōkiizo!~
- 15 mars 2006 : Sexy Boy ~Soyokaze ni Yorisotte~
- 21 juin 2006 : Ambitious! Yashinteki de Ii Jan
- 8 novembre 2006 : Aruiteru
- 14 février 2007 : Egao Yes Nude
- 25 avril 2007 : Kanashimi Twilight

Albums
- 31 janvier 2001 :  Best! Morning Musume 1
- 27 mars 2002 :  4th Ikimasshoi!
- 26 mars 2003 :  No.5
- 31 mars 2004 :  Best! Morning Musume 2
- 8 décembre 2004 :  Ai no Dai 6 Kan
- 15 février 2006 :  Rainbow 7
- 13 décembre 2006 :  7.5 Fuyu Fuyu Morning Musume Mini!  (mini album)
- 21 mars 2007 :  Sexy 8 Beat

Mini-Album
- 27 février 2018 : Hatachi no Morning Musume (Morning Musume 20th)

(+ compilations du groupe)

### Avec Petit Moni
Singles
- 26 juillet 2000 : Seishun Jidai 1.2.3! / Baisekō Daiseikō!
- 28 février 2001 : Baby! Koi ni Knock Out!
- 14 novembre 2001 : Pittari Shitai X'mas!

Album
- 21 août 2002 : Zenbu! Petit Moni

### Autres participations
Singles
- 4 juillet 2001 : Summer Reggae! Rainbow (avec 10nin Matsuri)
- 3 juillet 2002 : Shiawase Desu ka? (avec Sexy 8)
- 9 juillet 2003 : Be All Right! (avec 11WATER)
- 18 septembre 2003 : Hare Ame Nochi Suki (avec Morning Musume Sakura Gumi)
- 25 février 2004 : Sakura Mankai (avec Morning Musume Sakura Gumi)
- 1er décembre 2004 : All for One & One for All! (avec H.P. All Stars)
- 12 septembre 2007 : Narihajimeta Koi no Bell (avec Ongaku Gatas)
- 5 décembre 2007 : Yattarōze! (avec Ongaku Gatas)
- 10 septembre 2008 : Come Together (avec Ongaku Gatas)
- 6 mars 2010 : Ready! Kick Off!! (avec Ongaku Gatas)
- 22 juin 2011 : Ai wa Katsu (avec Ganbarou Nippon Ai wa Katsu Singers)
- 10 août 2011 : Reconquista (avec Hangry & Angry -f)
- 15 février 2012 : Shining Butterfly (avec Dream Morning Musume)
- 23 mai 2012 : Me o Toshite Gyusshi yo (avec ABCHO)

Albums divers
- 10 juillet 2002 : Hawaiian de Kiku Morning Musume Single Collection (avec "Takagi Boo to Morning Musume, Coconuts Musume...")
- 6 février 2008 : 1st Goodsal (avec Ongaku Gatas)
- 19 novembre 2008 : Kill Me Kiss Me (avec Hangry & Angry)
- 18 novembre 2009 : Sadistic Dance (avec Hangry & Angry)
- 20 avril 2011 : Dreams 1 (avec Dream Morning Musume)

## Filmographie
Films
- 2000 – Pinch Runner (ピンチランナー)
- 2002 – Tokkaekko (とっかえっ娘)
- 2003 – Koinu Dan no Monogatari (仔犬ダンの物語)
- 2011 - Osama Game (王様ゲーム) (Eimine Yuko)

Séries TV
- 2002 – Ore ga Aitsu de Aitsu ga Ore de (おれがあいつであいつがおれで)
- 2002 – Haikara-san ga Tooru (はいからさんが通る)
- 2004 – Motto Koi Seyo Otome (もっと恋セヨ乙女)
- 2007 – Shinkansen Girl (新幹線ガール)
- 2010 - Hagane no Onna (ハガネの女)

## Divers
Comédies musicales et théâtres
- 2006 : Ribbon no Kishi: The Musical (リッボンの騎士ザ・ミュージカル)
- 2007 : Itsu no Hi ka Kimi Kaeru (何日君再来)
- 2007 : Heisei Revolution ~Back to the Byakkotai~ (平成レボリューション ～バックトゥザ・白虎隊～)
- 2007 : Olivia wo Kikinagara (オリビアを聴きながら)
- 2009 : Tokyo Alice (東京アリス)

Radio
- 2000 : Petitmoni Diver
- 2001-2002 : Hecchara Heike * Yoroshiku Yossy
- 2003-2004 : Ikinari Inaba * Yoroshiku Yossy
- 2007 : Ongaku Gatas no GUTS10☆Gatas

Photobooks
- 6 octobre 2001 : Yossy.
- septembre 2003 : Pocket Morning Musume. (Volume. 1) (avec Rika Ishikawa, Nozomi Tsuji, Ai Kago)
- 20 mars 2004 : 8teen
- 20 avril 2007 : Hello! Yossy

## Liens
- (ja) Site officiel (agence)
- (ja) Blog officiel
- « Hitomi Yoshizawa » (présentation), sur l'Internet Movie Database